# On the Road Again (chanson de Canned Heat)
Pour les articles homonymes, voir On the Road Again.
Pistes de Boogie with Canned Heat
My Crime World in a Jug
On the Road Again est une chanson du groupe de musique américain Canned Heat parue le 21 janvier 1968 sur leur second album Boogie with Canned Heat puis en single le 24 avril 1968 aux États-Unis, avec Boogie Music en face B.
Adaptée par Alan Wilson, le compositeur du groupe, d'un blues de Floyd Jones portant le même titre, On the Road Again peut être considérée comme un blues-rock à tendance psychédélique (le bourdon de la tampura qui résonne tout au long de la chanson).

## Genèse et composition
On the Road Again est une adaptation d'une chanson de blues écrite par Floyd Jones en 1953, elle-même adaptée d'un de ses propres succès, Dark Road, datant en 1951. Ces deux compositions s'inspirent enfin de la chanson Big Road Blues de Tommy Johnson de 1928. Cette adaptation par Alan Wilson suit la logique propre à la formation même du groupe puisque Canned Heat est un groupe de blues-rock, dont l'origine se situe dans les communautés de passionnés de blues, et dont les inspirations sont principalement issues du blues du Mississippi.

## Enregistrement
La session d'enregistrement se déroule le 6 septembre 1967 aux Liberty Studios de Los Angeles, aux États-Unis. La première version enregistrée, celle pour l'album, dure 5 minutes. Mais, afin de pouvoir être diffusée sur les radios, il a été procédé à une version éditée qui dure cette fois 3 minutes  et à laquelle il manque des solos d'harmonica et de guitare. La chanson paraît aux États-Unis le 21 janvier 1968, sur le disque Boogie with Canned Head puis en single, en tant que face A, le 24 avril 1968. C'est lors de l'enregistrement de cette chanson qu'un nouveau batteur, Adolfo « Fito » de la Parra, intègre le groupe, en remplacement de Frank Cook. On peut remarquer que le chanteur de ce titre est exceptionnellement Alan Wilson (ce qu'il fait également sur Going Up the Country) alors que le chanteur du groupe est habituellement Bob « The Bear » Hite.
Il est à noter qu'une maquette du single a été enregistrée en avril 1967 pour servir de démo. Sur cette version figure encore Frank Cook comme batteur. Cette première version est éditée en 1994 sur l'album Uncanned.

## Analyse musicale

### Influences
Bien que Canned Heat soit un groupe de son temps, aux influences aussi bien rock que psychédéliques, le morceau constitue une œuvre blues par :
- Le fait-même qu'il soit une adaptation d'une œuvre purement blues,
- L'utilisation du rythme propre au blues (rythme ternaire),
- L'utilisation de l'harmonica, instrument proprement blues.

Néanmoins, plusieurs éléments situent résolument On the Road Again dans la famille psyché-rock par :
- L'utilisation de la tampura, cousine du sitar indien, instrument propre à la famille psychédélique et qui a connu un intérêt marqué durant les années 1960 parmi les groupes pop,
- L'utilisation d'autres instruments propres au rock (batterie, guitare électrique),
- Un tempo légèrement plus rapide que l'œuvre originale, se rapprochant du tempo rock.

### Œuvre
Le morceau commence par une courte introduction musicale d'une vingtaine de secondes avec la tampura en guise de bourdon (anglais : drone music) puis, comme on ouvre une parenthèse, une montée sur les cordes à vide (Mi grave La Mi Sol Si Mi), note à note, effectuée par la guitare électrique.
Puis, l'harmonica se fait entendre, qui, tantôt suit la ligne mélodique sur les quatre notes du refrain « On the road again », tantôt sert d'accompagnement rythmique lors des autres parties de la chanson. En outre, Alan Wilson produit avec cet instrument un solo qui contribuera particulièrement à la célébrité du morceau avec, notamment, l'apparition d'une note suraigüe permise par une modification de son instrument par Alan Wilson. Simultanément, la voix de Alan Wilson souvent décrite comme une voix de fausset se fond presque dans l'ensemble musical. Cette technique vocale est une imitation claire de la voix particulière du chanteur et compositeur de blues Skip James. L'ensemble est accompagné par la guitare jouant l'accord basique de blues E/G/A.
Enfin, la chanson se termine en un fondu selon une inversion totale de l'introduction : descente sur les cordes à vide (Mi aigu, Si Sol# Ré La Mi), de la guitare puis le bourdon de la tampura qui résonne seul quelques instants pour lui-même disparaître en un fondu en fermeture.

## Interprètes
- Alan « Blind Owl » Wilson - chant, tampura, guitare électrique et harmonica
- Henry « Sunflower » Vestine - guitare électrique
- Larry « The Mole » Taylor - basse
- Adolfo « Fito » de la Parra - batterie

## Accueil
On the Road Again a connu le meilleur classement (16e du Billboard Hot 100 américain en 1969) de toutes les chansons du groupe et elle reste certainement sa plus connue. On the Road Again apparaît sur de nombreuses compilations de Canned Heat comme Let's Work Together : The Best of Canned Heat paru en 1989. En outre, la chanson a fait l'objet d'utilisations, notamment sur la bande originale du film Alice dans les villes du réalisateur allemand Wim Wenders. Elle a été également utilisée dans une publicité pour la bière « Miller beer » aux États-Unis.